# Hannukanjärvi, Lappland
Hannukanjärvi är en sjö i Kiruna kommun i Lappland och ingår i Torneälvens huvudavrinningsområde.